# Gymnastes (Paragymnastes) dasycerus
Gymnastes (Paragymnastes) dasycerus is een tweevleugelige uit de familie steltmuggen (Limoniidae). De soort komt voor in het Australaziatisch gebied.